# سياسة التأشيرات في تونس

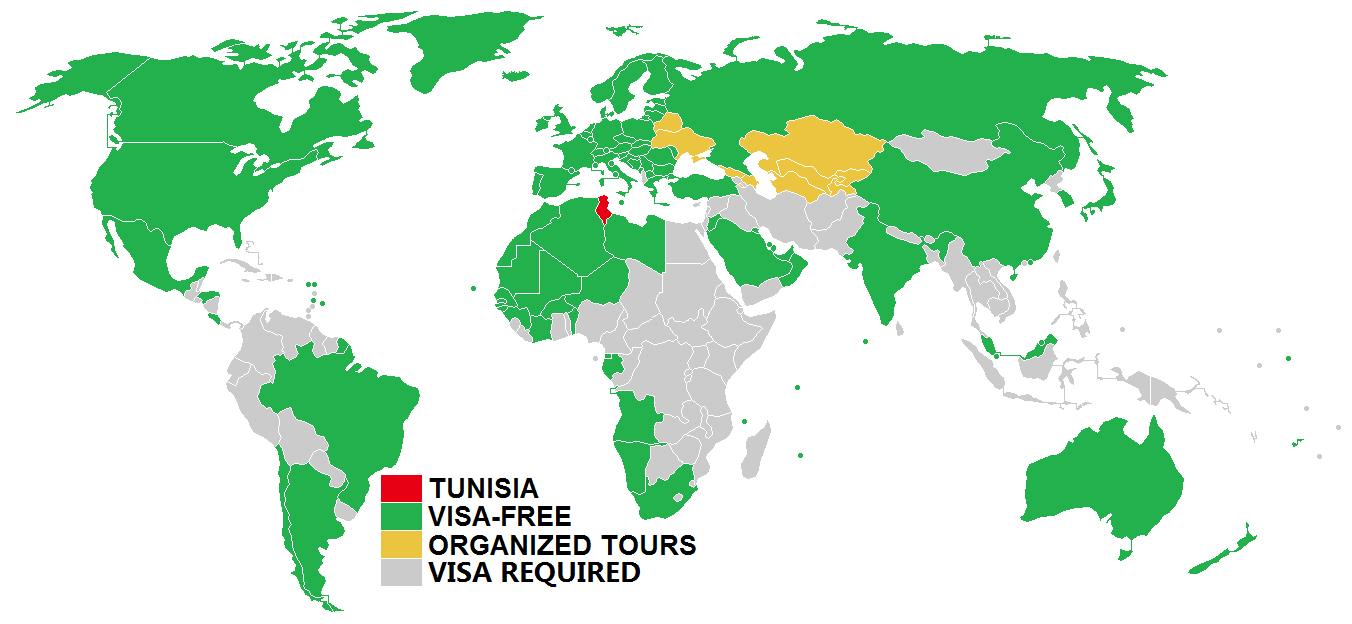
سياسة التأشيرات في تونس

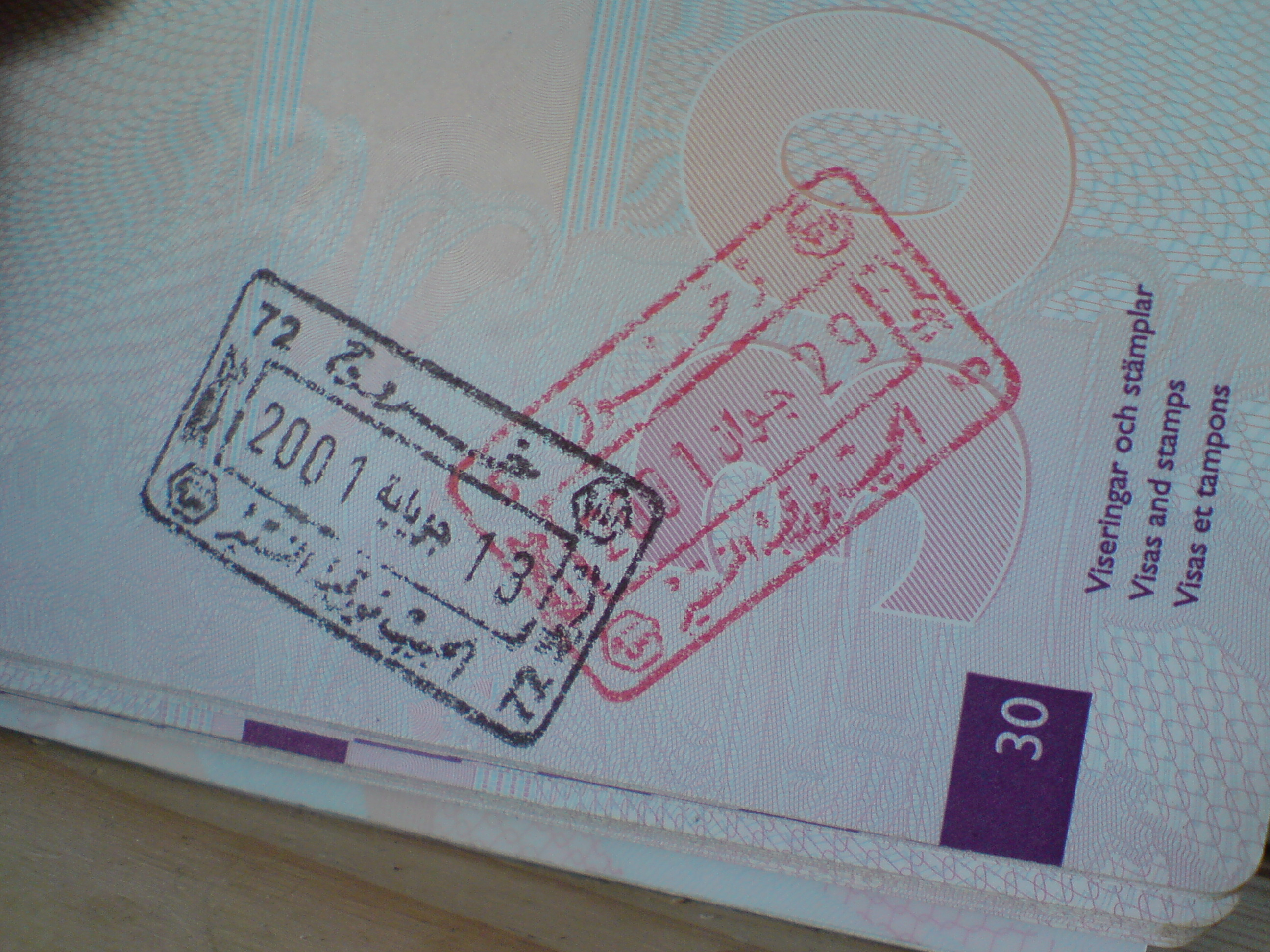
أختام دخول وخروج تونسية صادرة من مطار الحبيب بورقيبة الدولي بالمنستير عام 2001.

سياسة التأشيرات في تونس تجب على الزائرين للجمهورية التونسية الحصول على تأشيرة من إحدى البعثات الدبلوماسية التونسية في بلادهم، أو إذا أتوا من إحدى الدول المعفاة من التأشيرة نهائياً أو من الدول التي يُسمح لمواطنيها الحصول على تأشيرة دخول لدى وصولهم.

## الإعفاء من التأشيرة
يمكن للمواطنين من 72 بلداً وإقليماً زيارة تونس لمدة تصل إلى 90 يوماً (ما لم ينص على خلاف ذلك) بدون تأشيرة:
| - الجزائر - أندورا - أنتيغوا وباربودا - الأرجنتين - النمسا - البحرين - باربادوس - بلجيكا - البوسنة والهرسك - البرازيل - بروناي - بلغاريا (2 شهور) - كندا (4 شهور) - تشيلي - ساحل العاج - كرواتيا - الدنمارك - فيجي | - فنلندا - فرنسا - غامبيا - ألمانيا (4 شهور) - اليونان (شهر واحد) - غينيا - هونغ كونغ - هندوراس - المجر - آيسلندا - أيرلندا - إيطاليا - اليابان - كيريباتي - كوريا الجنوبية - الكويت - ليبيا - ليختنشتاين | - لوكسمبورغ - مقدونيا - ماليزيا - جزر المالديف - مالي - مالطا - موريتانيا - موريشيوس - موناكو - الجبل الأسود - المغرب - هولندا - النيجر - النرويج - عمان - بولندا - البرتغال - قطر | - رومانيا - سانت كيتس ونيفيس - سانت لوسيا - سانت فينسنت والغرينادين - سان مارينو - السعودية - السنغال - صربيا - سيشل - سلوفينيا - إسبانيا - السويد - سويسرا - تركيا - الإمارات العربية المتحدة - المملكة المتحدة - الولايات المتحدة (4 شهور) - الأردن |

يعفى كذلك المواطنين الحاملين لجوازات سفر دبلوماسية أو رسمية أو جوازات السفر الخاصة من هذه الدول:
| - مصر - الصين - المكسيك - باكستان - سنغافورة | - فيتنام - تايلاند - كوبا - جمهورية التشيك - سوريا | - إيران - الفلبين - روسيا - إندونيسيا |  |

## تأشيرة عند الوصول
يمكن لمواطني البلدان التالية يمكن الحصول على تأشيرة دخول لمدة شهر واحد لدى وصولهم إلى أي من المطارات أو الموانئ أو المعابر التونسية:
| - أستراليا | - جنوب أفريقيا |  |

## رحلات سياحية منظمة
مواطني الدول التالية يمكنهم زيارة تونس بدون تأشيرة بشرط السفر في جولة نظمتها وكالة سفر ومع حجز فندقي يضمن الإقامة:
| - أذربيجان - روسيا البيضاء - جمهورية التشيك - إستونيا - جورجيا - كازاخستان - قيرغيزستان - لاتفيا | - ليتوانيا - مولدوفا - روسيا - سلوفاكيا - طاجيكستان - تركمانستان - أوكرانيا - أوزبكستان |  |